# Orsk
Pour l’article homonyme, voir Orsk (Basse-Silésie).
Orsk (en russe : Орск, kazakh : Жаманқала) est une ville industrielle de l'oblast d'Orenbourg, en Russie. Orsk est la deuxième ville de l'oblast d'Orenbourg avec 224 814 habitants en 2021.

## Géographie
Orsk est située au sud des monts Oural, au confluent de l'Or et du fleuve Oural. Le fleuve traversant la ville, celle-ci est à cheval sur les continents européen et asiatique. Elle se trouve à 23 km à l'est de Novotroïtsk, à 252 km à l'est-sud-est d'Orenbourg et à 1 473 km au sud-est de Moscou.

## Histoire
Orsk a été fondée durant la colonisation russe de l'Oural méridional. Les premiers bâtiments furent érigés par une expédition menée par le géographe du XVIIIe siècle Ivan Kirilov (en). Il s'agissait de fortifications militaires sur le mont de la Transfiguration sur la rive gauche du fleuve Yaik (maintenant fleuve Oural). Alors appelée Orenbourg, la forteresse d'Orsk faisait de l'Oural la frontière de la Russie. En 1739, la forteresse fut officiellement renommée en Orsk. Elle abritait un poste de douanes qui s'occupait des commerçants du Kazakhstan et de l'Asie.
Du 22 juin 1847 au 11 mai 1848, la forteresse d'Orsk fut la résidence du poète et peintre ukrainien en exil Tarass Chevtchenko. En 1861, la forteresse fut désarmée et devint une étape pour l'armée kazakh d'Orenbourg. En 1865, Orsk reçut le statut de ville et devint le centre provincial de la région d'Orenbourg.
La ville s'est beaucoup agrandie depuis les années 1870. La population s'occupait principalement de commerce de bétail et de grains, de retraitement de produits agricoles et de divers artisanats. Beaucoup de femmes travaillaient dans le tissage des fameux châles d'Orenbourg. En 1913, la population d'Orsk dépassait 21 000 habitants et, en 1917, il y avait onze églises et minarets et seize établissements d'enseignements. Pendant la guerre civile, de 1918 à 1919, Orsk supporta un siège de trois mois et changea quatre fois de mains.
Les années 1930 virent la construction de grandes usines, qui drainaient les ressources naturelles de la région, riche en minerais. L'une des pierres les plus notables extraites de la région d'Orsk, dans le mont Polkovnik, est le jaspe. Le jaspe d'Orsk est reconnu pour sa diversité : toutes les couleurs, sauf le bleu, y figurent.
Le 5 avril 2024, une digue protégeant la ville du fleuve Oural s'est rompue. Les autorités ont procédé à une évacuation massive des habitants de la vieille ville. Le bilan officiel le 8 avril est de 10 000 bâtiments inondés et 6 500 personnes évacuées. La région a été placée sous l'état d'urgence fédéral.

## Population
Recensements ou estimations de la population
| 1897*  | 1913   | 1926*  | 1939*  | 1959*   | 1970*   |
| ------ | ------ | ------ | ------ | ------- | ------- |
| 14 016 | 23 000 | 13 332 | 66 345 | 176 214 | 225 314 |

| 1979*   | 1989*   | 2002*   | 2010*   | 2014    | 2015    |
| ------- | ------- | ------- | ------- | ------- | ------- |
| 246 667 | 270 711 | 250 963 | 239 752 | 234 813 | 232 905 |

| 2016    | 2017    | 2018    | 2019    | 2020    | 2021    |
| ------- | ------- | ------- | ------- | ------- | ------- |
| 231 104 | 230 414 | 229 255 | 227 924 | 226 502 | 224 814 |

## Économie
Orsk est le plus grand centre industriel de l'oblast d'Orenbourg. Les industries principales sont la métallurgie, la fabrication de machines, la pétrochimie, la fabrication de produits alimentaires. Les entreprises les plus importantes sont
- Ioujno-Ouralski Nikelevy Kombinat ou Ioujouralnikel (Южно-Уральский никелевый комбинат, ЮУНК) : nickel.
- OAO ORMETO-IOuMZ (ОАО ОРМЕТО-ЮУМЗ) : constructions mécaniques (équipements pour l'industrie sidérurgique).
- OAO OZTP-Sarmat (ОАО "ОЗТП-Сармат") : camions et autobus.
- Orsknefteorgsintez (Орскнефтеоргсинтез) : pétrochimie[4].
- Orski Mekhanitcheski Zavod (Орский механический завод) : constructions mécaniques[5].

A quelques kilomètres à l'ouest d'Orsk se trouve l'usine sidérurgique d'Orsk-Khalilovo, qui dépend de la ville de Novotroïtsk.

## Culture
Orsk compte quarante sites archéologiques, y compris d'anciens campements et des cimetières. Ceux qui ont été mis au jour sont devenus célèbres dans le monde scientifique. Par exemple, des tombes à Koumak, datant de l'âge du bronze, fournissent des preuves convaincantes de l'hypothèse d'implantations est-européennes dans les populations indo-européennes.
Dans les cimetières datant de l'âge du fer, laissés par des tribus savromatiennes ou sormatiennes, les scientifiques ont découvert notamment de la vaisselle d'argile sur laquelle étaient inscrit le nom du dirigeant perse Artaxerxès Ier, la sixième trouvaille de ce genre dans le monde.

## Personnalités
- Vladimir Makanine (1937-2017), écrivain
- Aleksandra Goriatchkina (1998), joueuse d'échecs